# Márcia Cabrita
Márcia Martins Alves, mais conhecida como Márcia Cabrita (Niterói, 20 de janeiro de 1964 – Rio de Janeiro, 10 de novembro de 2017), foi uma atriz e humorista brasileira.

## Biografia
Filha de imigrantes portugueses, era a mais nova de duas irmãs. Estudou teatro e, em 1992, estreou na TV no elenco de As Noivas de Copacabana. Em 1997, entrou para o elenco de Sai de Baixo interpretando a empregada Neide. Foi casada com o psicanalista Ricardo Parente de 2000 a 2004, com quem teve uma filha, Manuela. Em outubro de 2000 afastou-se do programa devido à gravidez, sendo substituída por Cláudia Rodrigues.
Retornou em 2001, participando da série Brava Gente e de telenovelas como Desejos de Mulher e Sete Pecados. Atuou também no Sítio do Picapau Amarelo, nos papéis de sobrinha do seu Elias (2003), como Estelita (2005) e Cacá (2006).
Em março de 2010, quando fazia a peça de teatro Tango, Bolero e Cha-cha-cha, foi diagnosticada com câncer de ovário, iniciando um tratamento contra a doença. Afastou-se do trabalho para submeter-se a uma cirurgia e depois de três dias retornou ao palco, sem precisar ser substituída.
Em 2013 participou na série Vai que Cola do canal Multishow, interpretando Elza, a mãe do protagonista Valdomiro, interpretado por Paulo Gustavo.
Em 2017, voltou à Globo para integrar o elenco da telenovela Novo Mundo como Narcisa Emília O'Leary, esposa de José Bonifácio de Andrada e Silva, o "Patriarca da Independência". Inicialmente, iria interpretar a personagem Germana, mas, devido às complicações de sua doença, foi substituída nesse papel por Vivianne Pasmanter. Apesar da troca de papéis, a atriz precisou se afastar da trama para continuar o tratamento. Seu retorno estava confirmado para o último capítulo, o que não se concretizou.
Morte
A atriz morreu em 10 de novembro de 2017 aos 53 anos, no hospital em que estava internada no Rio de Janeiro, em decorrência do câncer de ovário que havia sido diagnosticado em 2010.

## Carreira
| Televisão     | Televisão                  | Televisão                 | Televisão                             |
| Ano           | Título                     | Papel                     | Nota                                  |
| ------------- | -------------------------- | ------------------------- | ------------------------------------- |
| 1990          | Delegacia de Mulheres      | Marion                    |                                       |
| 1992          | As Noivas de Copacabana    | Adelaide                  |                                       |
| 1993–95       | Os Trapalhões              | Várias Personagens        |                                       |
| 1997–00, 2013 | Sai de Baixo               | Neide Aparecida           |                                       |
| 2001          | Brava Gente                | Donária                   | Episódio: "Os Mistérios do Sexo"      |
| 2002          | Desejos de Mulher          | Juvelina                  |                                       |
| 2003          | Sítio do Picapau Amarelo   | Dulce                     | Episódio: "A Bela e a Fera"           |
| 2004-06       | Sob Nova Direção           | Dora                      |                                       |
| 2005          | Sítio do Picapau Amarelo   | Estelita                  | Episódios: "16 de junho–27 de julho"  |
| 2006          | Sítio do Picapau Amarelo   | Cacá (Cuca)               | Episódios: "4–19 de julho"            |
| 2007          | Sete Pecados               | Detetive Eudóxia Fagundes |                                       |
| 2008          | Beleza Pura                | Drª. Gina                 | Episódios: "7–16 de julho"            |
| 2008          | Dicas de Um Sedutor        | Gilda                     | Episódio: "Não é o que Parece"        |
| 2008          | Faça Sua História          | Passageira                | Episódio: "O Noivo Sumiu"             |
| 2009–10       | A Grande Família           | Beth                      |                                       |
| 2011          | Morde & Assopra            | Madame Xuxu               |                                       |
| 2013          | Pé na Cova                 | Felícia                   | Episódio: "Vida de Bailarina"         |
| 2013, 2016    | Vai Que Cola               | Elza Lacerda              |                                       |
| 2014          | Por Isso Eu Sou Vingativa  | Jéssica                   |                                       |
| 2014          | As Canalhas                | Flávia                    | Episódio: "Cléo, A Vidente Talentosa" |
| 2014          | Meu Amigo Encosto          | Yolanda                   |                                       |
| 2014          | Trair e Coçar é Só Começar | Inês                      |                                       |
| 2015–17       | Treme Treme                | Maura Moura (Síndica)     | Temporadas 1–2                        |
| 2017          | Novo Mundo                 | Narcisa Emília O'Leary    |                                       |

| Cinema | Cinema                             | Cinema        |
| Ano    | Título                             | Papel         |
| ------ | ---------------------------------- | ------------- |
| 2004   | Xuxa e o Tesouro da Cidade Perdida | Flauta Morena |
| 2004   | Um Show de Verão                   | Lupe          |
| 2006   | Xuxa Gêmeas                        | Diana         |
| 2006   | Trair e Coçar É Só Começar         | Vera          |
| 2007   | Os Porralokinhas                   | Guerda        |
| 2012   | O Diário de Tati                   | Anita         |
| 2017   | Gostosas, Lindas & Sexies          | Arlete        |

| Teatro | Teatro                      | Teatro  |
| Ano    | Título                      | Papel   |
| ------ | --------------------------- | ------- |
| 2010   | Tango, Bolero e Cha-cha-cha | Genevra |